# كابوس شارع إيلم 3: محاربي الحلم
كابوس شارع إيلم 3: محاربي الحلم (بالإنجليزية: A Nightmare on Elm Street 3: Dream Warriors)‏ هو فيلم تقطيع أمريكي من إخراج تشاك راسيل وبطولة روبرت إنجلوند، هيذر لانجينكامب، كريج واسون و‌باتريشيا أركيت، صدر الفيلم في 27 فبراير 1987.

## روابط خارجية
- كابوس شارع إيلم 3: محاربي الحلم على موقع IMDb (الإنجليزية)
- كابوس شارع إيلم 3: محاربي الحلم على موقع ميتاكريتيك (الإنجليزية)
- كابوس شارع إيلم 3: محاربي الحلم على موقع روتن توميتوز (الإنجليزية)
- كابوس شارع إيلم 3: محاربي الحلم على موقع نتفليكس (الإنجليزية)
- كابوس شارع إيلم 3: محاربي الحلم على موقع قاعدة بيانات الأفلام العربية
- كابوس شارع إيلم 3: محاربي الحلم على موقع ألو سيني (الفرنسية)
- كابوس شارع إيلم 3: محاربي الحلم على موقع Turner Classic Movies (الإنجليزية)
- كابوس شارع إيلم 3: محاربي الحلم على موقع أول موفي (الإنجليزية)
- كابوس شارع إيلم 3: محاربي الحلم على موقع بوكس أوفيس موجو (الإنجليزية)
- كابوس شارع إيلم 3: محاربي الحلم على موقع فيلمافينيتي (الإسبانية)